# Charles Kuonen Hängebrücke
Die Charles Kuonen Hängebrücke ist eine 494 Meter lange Seilbrücke auf dem Europaweg an der östlichen Talseite des Mattertals in der Schweiz, die als «Hängebrücke» bezeichnet wird. 

## Geschichte
Die Brücke wurde als Ersatz für die im Juli 2010 erstellte Europabrücke gebaut, die zwei Monate nach ihrer Eröffnung von einem Steinschlag zerstört wurde. Seitdem mussten Wanderer 500 Höhenmeter ins Tal absteigen und auf der anderen Seite des Steinschlaggebiets wieder aufsteigen, wodurch die Benutzerzahlen des Europaweges zurückgingen. Eine Gruppe um Leo Jörger, ehemaliger Gemeindepräsident von Randa, stellte das Projekt für eine neue Brücke auf die Beine.
Die Baukosten betrugen 720'000 Franken. Davon  wurden 250'000 Franken von den Anrainergemeinden des Europaweges, den Gemeinden Grächen, St. Niklaus, Randa, Täsch und Zermatt, aufgebracht. Weitere 100'000 Franken stammten vom Walliser Winzer Charles Kuonen, dessen Namen das Bauwerk trägt. Das übrige Geld kam durch Sponsoren zusammen.
Die Brücke wurde von Swissrope (Lauber Seilbahnen) in Frutigen ausgeführt, die auf den Bau von Seilbahnen und -brücken spezialisiert ist. Sie wurde rund 200 Höhenmeter unterhalb der alten Europabrücke in zehn Wochen gebaut und am 29. Juli 2017 eröffnet. 

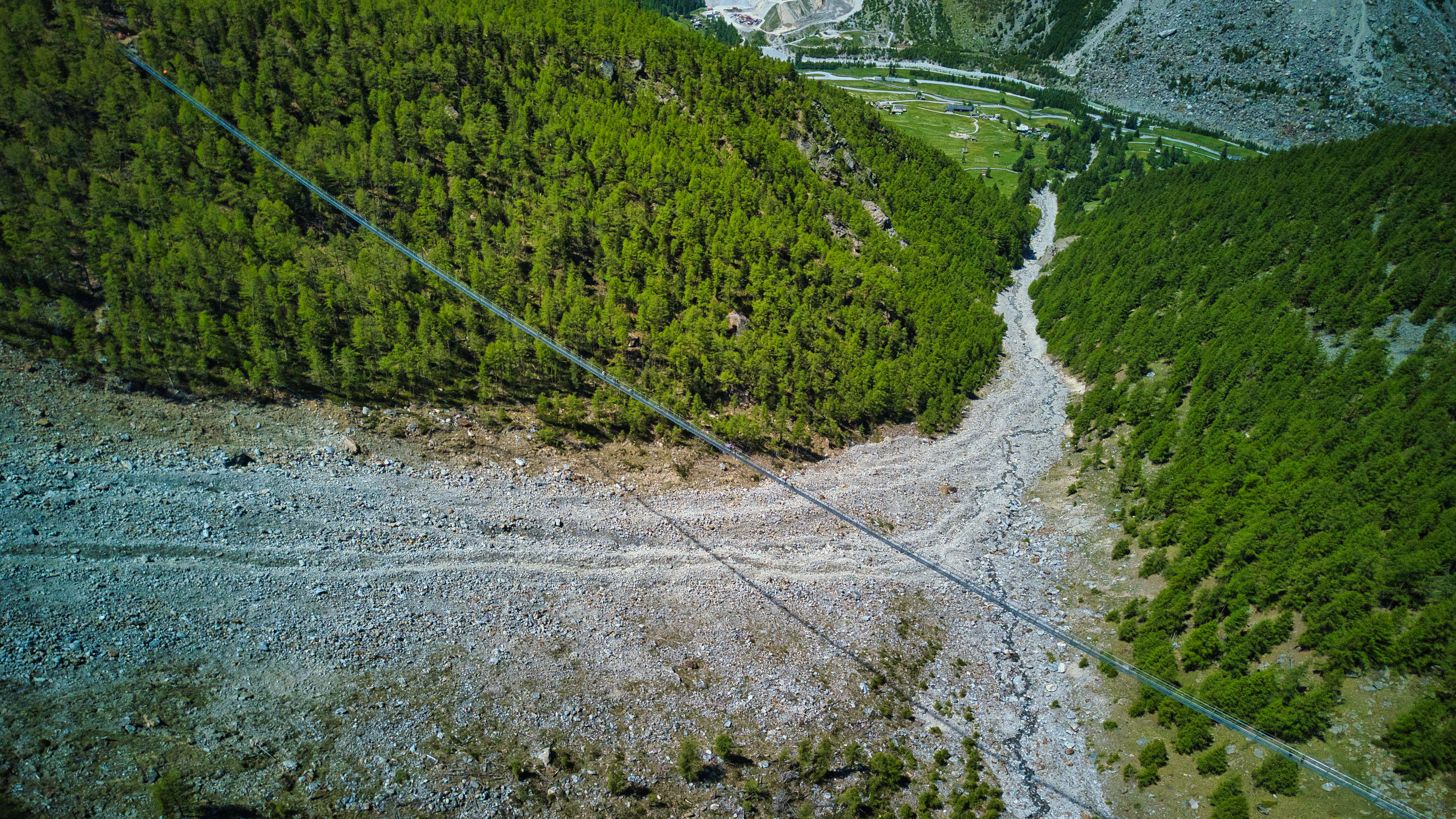
Die Hängebrücke aus der Luft
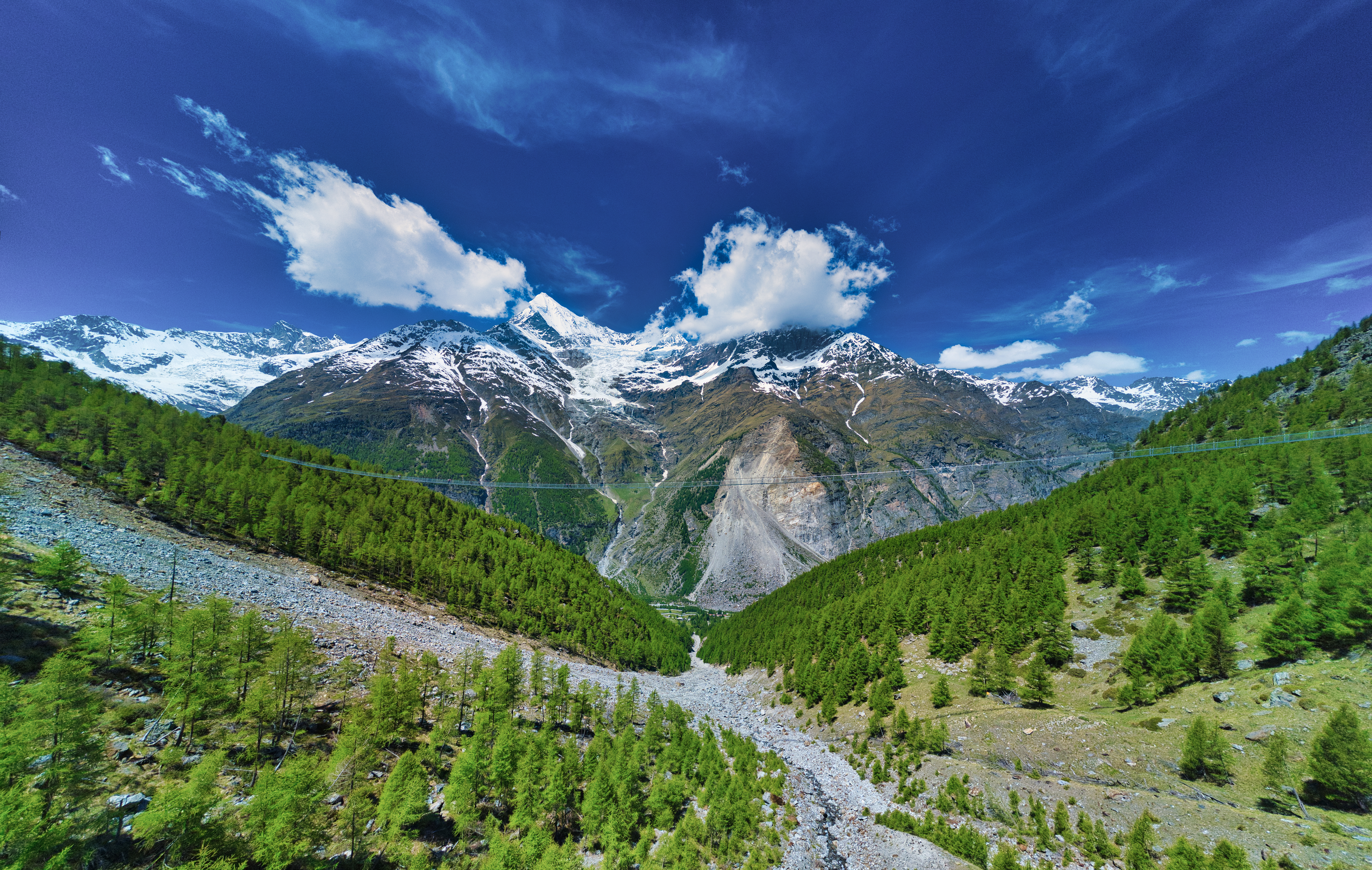
Panoramabild der Hängebrücke

## Technik
Die Brücke ist 65 Zentimeter breit und führt in 85 Metern Höhe über das Steinschlaggebiet. Verzinkte Gitterroste dienen als Laufsteg.
Die Tragseile mit 53 Millimetern Durchmesser und einer Seilspannung von 440 kN sind aus Stahl und wiegen zusammen acht Tonnen. Ein zum Patent angemeldetes Dämpfungssystem in den Tragseilen reduziert Schwingungen der Brücke. Die gesamte Brücke wiegt 58 Tonnen.

## Wanderwege
Über die Brücke führen der regionale Wanderweg 27 (Swiss Tour Monte Rosa) und der lokale Wanderweg 193 (Randa Hängebrückenweg).